# Cantiga d'amigo
La cantiga d'amigo és un tipus de composició poètica emmarcada en la lírica medieval de la literatura galaicoportuguesa. Data del segle xii i sembla que esdevé una versió literària de la kharja mossàrab. Tot i el seu origen popular va ser recreada per autors cultes dels segles xiii, XIV i XV i recollida en els cancioneiros (el Cancioneiro da Ajuda, el Cancioneiro da Biblioteca Vaticana i el Cancioneiro da Biblioteca Nacional da Lisbõa). Aquests autors cultes especialitzats en les cantigas d'amigo eren els anomenats segreles, dels quals destaquen Martín Codax, Mendinho, Joan Zorro i Pero Meogo.
El tema de les cantigas d'amigo és l'amor, i l'amigo fa referència a l'estimat. Generalment manifesten el lament d'una noia a causa de l'absència del seu estimat, expressen la seva passió amorosa sovint més plena de dolor que de plaer, tot i que hi ha cantigas catalogades en què s'expressa l'alegria de l'amor. En alguns casos, la jove enamorada manté un confident que és la seva mare, les seves germanes o algun element de la natura; en d'altres, el confident no apareix sinó que la veu femenina es dirigeix directament a l'estimat, que pot arribar a respondre, de manera que es crea una mena de diàleg que dona un caràcter més dramàtic al poema. Per tant, són composicions escrites per homes però que recreen un jo poètic en veu femenina, motiu pel qual se les emmarca dins la denominada literatura de veu femenina.
D'altra banda, els escenaris (la romeria, ermites, santuaris, platges...) i els elements de la natura (les fonts, l'aigua estancada o remoguda, el riu, el càntir trencat, el cérvol, els cabells recollits o esbullats de la jove...) que hi apareixen propis de la cultura i el folklore d'àmbit rural tenen una forta càrrega simbòlica relacionada amb la sensualitat i la iniciació sexual.
Formalment, aquest tipus de cantiga utilitza un vers generalment octosíl·lab o decasíl·lab, de rima consonant, i com a composició popular de tradició oral pensada en la majoria dels casos per ser cantada i amb acompanyament musical és construïda a partir de la tornada, el paral·lelisme sintàctic i el leixaprén.

## Tipus de cantiga d'amigo
La classificació tradicional que se n'ha fet distingeix quatre subgèneres temàtics dins el gros de les cantigas d'amigo:
- bailada; de to alegre i festiu en què s'expressa l'alegria de l'amor, i pensades per ser acompanyades de ball;
- barcarola o marinha; la jove utilitza el mar o l'oceà com a confident;
- cantiga da Romaría; transcorren en un santuari, i el mateix camí de la romeria es converteix en l'excusa de la trobada amorosa;
- alborada; es conserven poques cantigas d'aquest tipus, en què l'amiga recorda la seva trobada amb l'estimat i es queixa perquè no pot dormir a causa de l'emoció.